# Idioma ugarítico
El ugarítico fue una lengua semítica que se hablaba en Ugarit (Siria) a partir del 2000 a. C. Se conoce gracias a la gran cantidad de restos encontrados en 1928, con tablillas de signos cuneiformes que formaban un alfabeto propio (el alfabeto ugarítico). Además de documentos comerciales e históricos, se han hallado restos literarios de gran valor. Ugarit fue una ciudad-Estado multilingüe que conquistó muchos territorios vecinos. La importancia del ugarítico se debe a su relación con la Biblia, ya que muchos de los textos encontrados han ayudado a comprender mejor el Antiguo Testamento.
El ugarítico posee unas características gramaticales muy similares a las del árabe clásico y el acadio. Es una lengua flexiva y de tipología VSO (Verbo Sujeto Objeto). Los sustantivos tienen género gramatical masculino y femenino y número gramatical singular, dual y plural; se declinan en tres casos diferentes (nominativo, acusativo y genitivo).

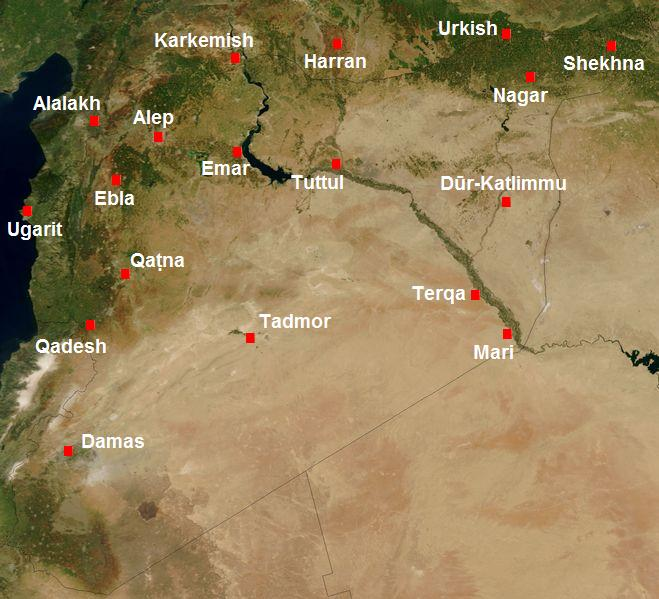
Mapa de Siria en el segundo milenio antes de Cristo.

## Sistema ugarítico de escritura

Abjad ugarítico con transcripción.

El alfabeto ugarítico es un abjad cuneiforme extinguido que comenzó a ser utilizado hacia el siglo XV antes de Cristo y representa el sistema más antiguo entre los de escritura alfabética de las lenguas semíticas noroccidentales (fenicio, arameo, hebreo).
Accidentalmente, también otras lenguas además del ugarítico se escribieron con este alfabeto, como es el caso del idioma hurrita.

## Esbozo gramatical de la lengua ugarítica

### Fonología

#### Sistema vocálico
El vocalismo ugarítico consta de ocho fonemas /i ī ē a ā ō u ū/, con una oposición primaria de tres timbres /i a u/ con sus correlatos largos /ī ā ū/ y dos vocales largas secundarias asimétricas, /ē ō/, diacrónicamente provenientes de la monoptongación de los diptongos /aj/ y /aw/ respectivamente.

#### Sistema consonántico
El consonantismo ugarítico presenta veintiocho unidades fonemáticas:
|             |             | Labial | Interdental | Dentoalveolar | Dentoalveolar | Palatal | Velar | Uvular | Faringal | Glotal |
| no enfática | enfática    | Labial | Interdental |               |               | Palatal | Velar | Uvular | Faringal | Glotal |
| ----------- | ----------- | ------ | ----------- | ------------- | ------------- | ------- | ----- | ------ | -------- | ------ |
| Nasal       | Nasal       | /m/    |             | /n/           |               |         |       |        |          |        |
| Oclusiva    | sorda       | /p/    |             | /t/           | /tˤ/          |         | /k/   | /q/    |          | /ʔ/    |
| Oclusiva    | sonora      | /b/    |             | /d/           |               |         | /g/   |        |          |        |
| Fricativa   | sonora      |        | /θ/         | /s/           | /sˤ/          | /ʃ/     | /x/   | /x/    | /ħ/      | /h/    |
| Fricativa   | sonora      |        | /ð/         | /z/           | /ðˤ/          | /ʒ/     | /ɣ/   | /ɣ/    | /ʕ/      |        |
| Batiente    | Batiente    |        |             | /r/           |               |         |       |        |          |        |
| Aproximante | Aproximante |        |             | /l/           |               | /j/     | /w/   |        |          |        |

- La fricativa palatal sonora [ʒ] es producida tardíamente como variante alofónica de la fricativa interdental sonora /ð/.

- La fricativa velar sonora [ɣ] es producida tardíamente como variante alofónica interdental enfática sonora /ðˤ/.

### Morfología nominal
Como el resto de las lenguas semíticas, la morfología nominal ugarítica presenta cuatro categorías: género, estado, caso y número.
Comparativamente, debido a su prioridad cronológica, el ugarítico se muestra conservador dentro del conjunto del semítico noroccidental: los nombres, tanto sustantivos como adjetivos, conservan la flexión tríptota perdida en arameo y por las lenguas cananeas (casos nominativo, acusativo y genitivo) y mantienen también el dual, si bien tampoco aquí no hay rastro de algo equivalente a la nunación de la lengua árabe o a la mimación del acadio.

#### Género
En la dicotomía masculino / femenino, el masculino es el término no marcado morfológica y sintácticamente. Salvo escasas excepciones (como ʔummu ‘mar’), el género femenino se expresa mediante el morfema /-at/: malku ‘rey’ / malkatu ‘reina’.

#### Estado
El núcleo del sintagma nominal puede aparecer en ugarítico en dos estados: absoluto y constructo, caso este en que el sustantivo es seguido por un complemento genitivo (un sustantivo en caso genitivo o bien un pronombre enclítico).

#### Caso
El sistema trivocálico heredado del protosemítico opone los casos nominativo, acusativo y genitivo, marcados respectivamente por los morfemas sufijales /-u/, /-a/, /-i/.
|           | Nominativo | Acusativo | Genitivo |
| --------- | ---------- | --------- | -------- |
| Masculino | malku      | malka     | malki    |
| Femenino  | malkatu    | malkata   | malkati  |

#### Número
Al singular, no marcado y declinado siguiendo el modelo tríptoto, se oponen un dual y un plural.

##### Dual
En estado absoluto, el morfema de dual representado por la escritura ugarítica es /m/, sufijo que cae en el estado constructo. La reconstrucción de la vocalización revela un morfema de dual díptoto: nominativo /āmi/, acusativo-genitivo /ēmi/ (< */aymi/, por monoptongación, cf. árab /ayni/), por lo que hace al estado absoluto; nominativo /ā/ y acusativo-genitivo /ē/, en estado consructo (< */ay/, cf. árab /ay/).
|            | Nominativo | Acusativo-genitivo |
| ---------- | ---------- | ------------------ |
| Absoluto   | malkāmi    | malkēmi            |
| Constructo | malkā      | malkē              |

##### Plural
El ugarítico no conserva (o no ha desarrollado, dependiendo de la hipótesis que se tome) los plurales fractos de otras lenguas semíticas como el árabe. Todos los plurales son regulares y, mientras que el femenino no diferencia morfológicamente los estados absoluto y constructo, (nominativo -/ātu/, acusativo-genitivo -/āti/), el masculino presenta caída de /m/ en el morfema sufijal del plural (nominativo absoluto -/ūma/, constructo -/ū/; acusativo-genitivo absoluto -/īma/, constructo -/ī/).

### Numerales
Los siguientes son los numerales documentados en ugarítico:
|      | Masculino | Femenino     |
| ---- | --------- | ------------ |
| 1    | ʔaḫadu    | ʔaḫadu       |
| 2    | ṯināmi    | ṯitāmi       |
| 3    | ṯalāṯu    | ṯalāṯatu     |
| 4    | ʔarbaʕu   | ʔarbaʕatu    |
| 5    | ḫam(i)šu  | ḫam(i)šatu   |
| 6    | ṯiṯṯu     | ṯiṯṯatu      |
| 7    | šabʕu     | šabʕatu      |
| 8    | ṯamānu    | ṯamānītu     |
| 9    | tišʕu     | tišʕatu      |
| 10   | ʕaš(a)ru  | ʕaš(a)r(a)tu |
| 20   | ʕišrūma   | ʕišrūma      |
| 30   | ṯalāṯūma  | ṯalāṯūma     |
| 100  | miʔatu    | miʔatu       |
| 1000 | ʔalpu     | ʔalpu        |

- A las formas de nominativo m. ṯināmi, f. ṯitāmi, corresponden las de acusativo-genitivo m. ṯinēmi i f. ṯitēmi (< *ṯinaymi i *ṯitaymi, respectivamente).

- Las decenas se construyen siguiendo el modelo del plural regular díptoto: nominativo -ūma (ʕišrūma, ṯalāṯūma), acusativo-genitivo -īma (ʕišrīma, ṯalāṯīma).

- Datos: Q36928
- Multimedia: Ugaritic language / Q36928